# Rapcore
Rapcore is een subgenre dat de vocale structuur van hiphop met het gitaarspel en de drumpartijen van punkrock of metal kruist

## Zie ook

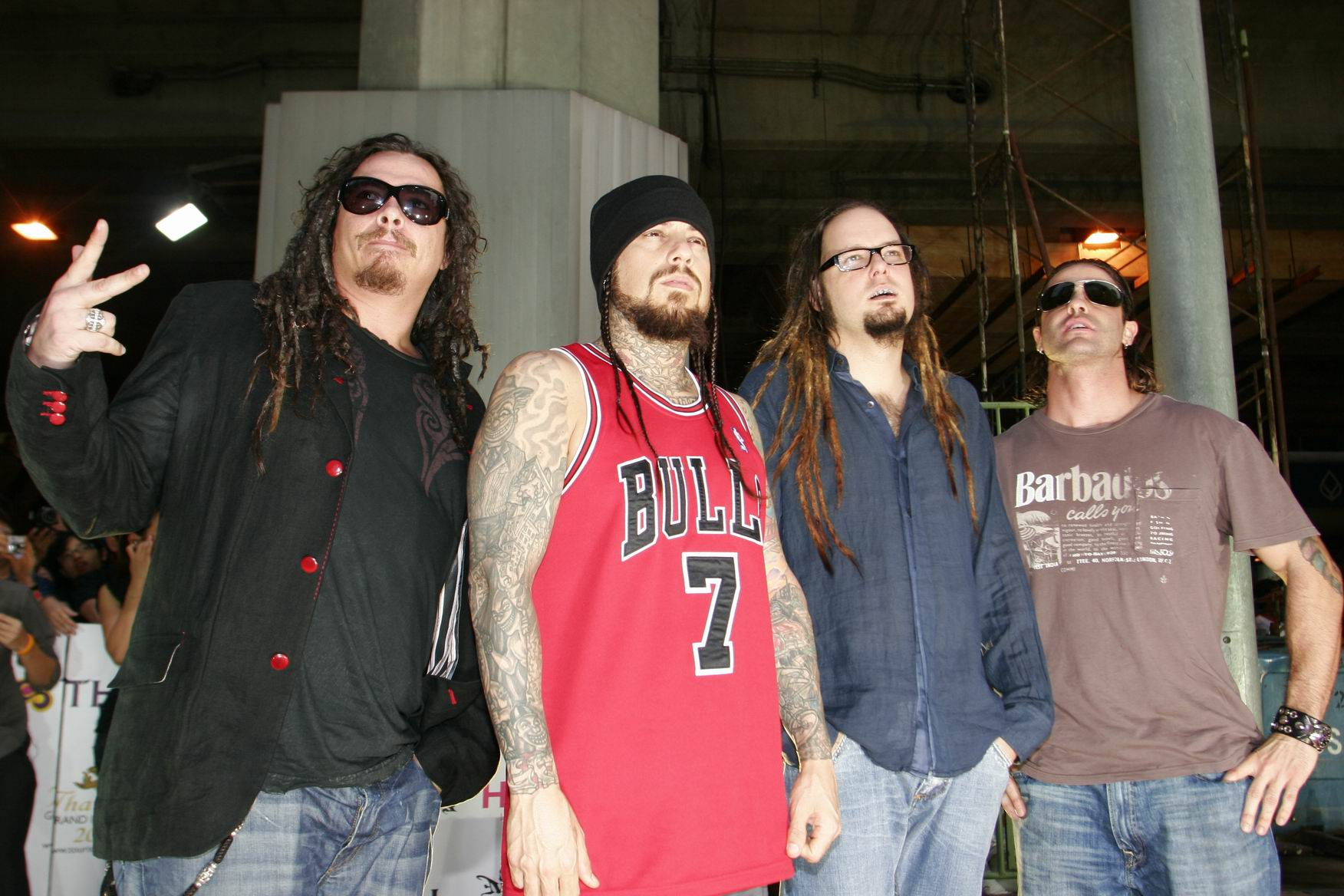
Korn
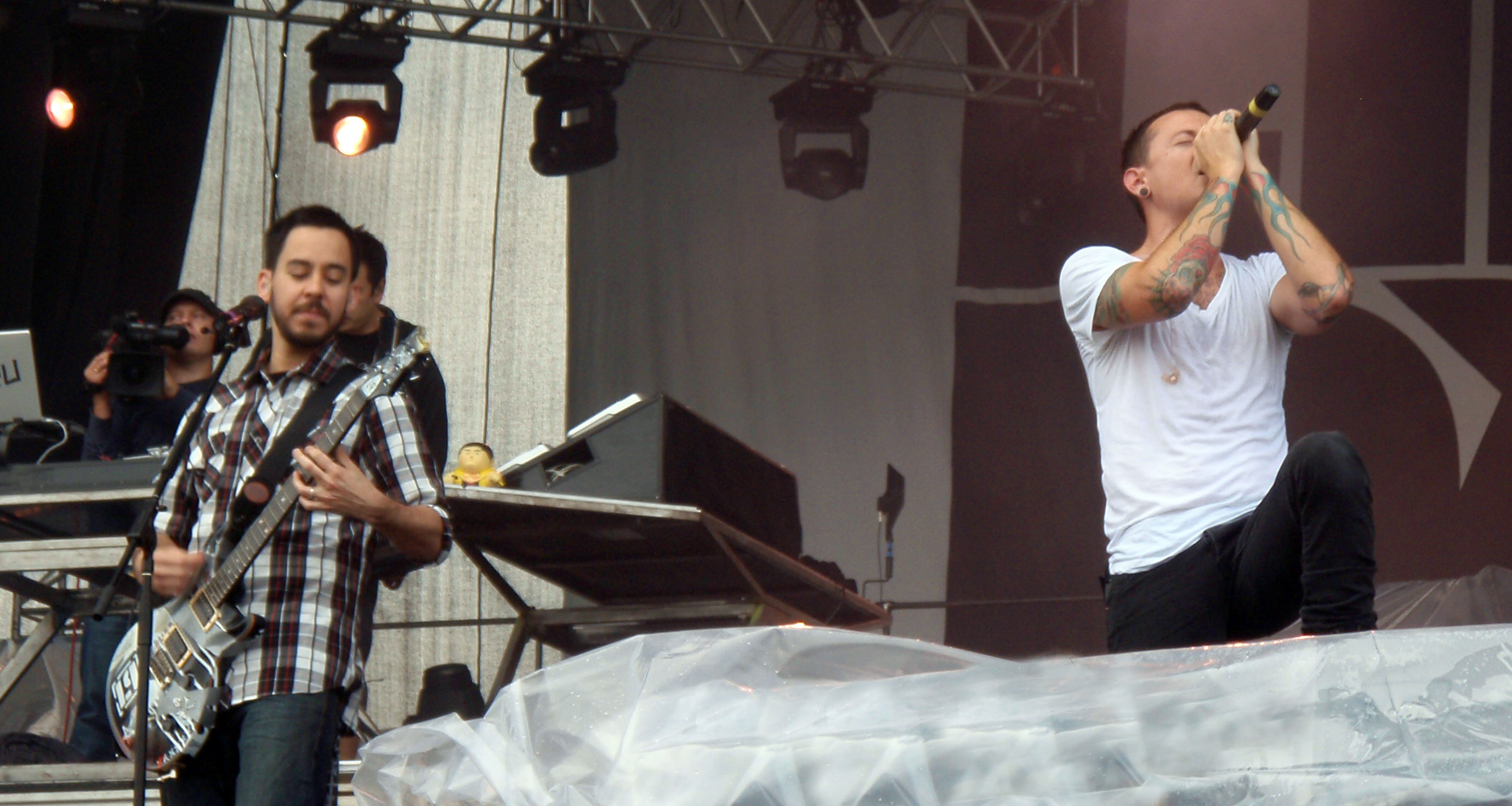
Linkin Park